# 790e régiment d'aviation de chasse
Le 790e régiment d'aviation de chasse (en russe : 790-й истребительный авиационный полк), de son nom complet le 790e régiment d'aviation de chasse de l'ordre de Koutouzov (en russe : 790-й истребительный авиационный ордена Кутузова полк, abrégé en russe : 790-й иап) est un régiment aérien des forces aérospatiales russes (n° d'unité 32926).
Le régiment fait partie de la 105e division d'aviation mixte de la Garde de la 6e armée aérienne du district militaire ouest, basé à Khotilovo dans l'oblast de Tver.

## Noms successifs
Pendant toute la période de son existence, le régiment change plusieurs fois de nom :
- 69e régiment d'aviation de chasse « A » — à l'origine le 69e régiment d'aviation de chasse créé en septembre 1939
- 790e régiment d'aviation de chasse
- 790e régiment d'aviation de chasse de l'ordre de Koutouzov
- 790e régiment de défense aérienne de l'aviation de chasse de l'ordre de Koutouzov
- Unité militaire no 21237 (maintenant 32926)

## Historique

### Seconde Guerre mondiale
Le régiment est formé le 29 octobre 1941 sous le nom de 69e régiment d'aviation de chasse « A » du 69e régiment d'aviation de chasse dans l'état 015/174, équipé des chasseurs LaGG-3 du 11e régiment d'aviation de chasse de réserve basés à l'aérodrome militaire de Gandja (Kamtchatka), dans le district militaire transcaucasien. Le 8 mars 1942, sur ordre du commandant du district militaire transcaucasien, l'unité est rebaptisée 790e régiment d'aviation de chasse.
Pendant la Seconde Guerre mondiale, l'unité est opérationnelle du 15 mai 1942 au 12 mai 194 et du 13 octobre 1944 au 9 mai 1945.
Le 17 juin 1942, le régiment remporte sa première victoire aérienne lorsque le lieutenant principal Koulaguine et le lieutenant Leshchenko, dans un groupe accompagné d'un pilote du 35e régiment d'aviation de chasse de défense aérienne, le capitaine Lopatko pilotant à bord d'un MiG-3, ont abattu un bombardier allemand Ju-88 lors d'une bataille aérienne dans une zone à l'ouest de Batoumi.
Le 790e régiment reçoit l'ordre de Koutouzov de 3e classe par le décret du Présidium du Soviet suprême de l'URSS du 25 avril 1945 pour « la bravoure, le courage et l'attitude exemplaire des missions de commandement dans les batailles contre l'envahisseur allemand, notamment lors de la prise de la ville de Heiligenbeil ».
Pavel Babaïlov, pilote du régiment, par décret du Présidium du Soviet suprême de l'URSS du 23 février 1945, reçoit le titre de héros de l'Union soviétique en tant que commandant du 163e escadron d'aviation de chasse de la garde de la 229e division de chasse de la 4e armée de l'air du 2e front biélorusse (Étoile d'or no 4843).
Pendant la Seconde Guerre mondiale, le régiment obtient les statistiques suivantes:
| Missions de combat achevées | Avions abattus en combat aérien | Avions détruits, total |
| --------------------------- | ------------------------------- | ---------------------- |
| 6095                        | 149                             | 152                    |

Pertes entre 1941 et 1945:
| Avions perdus | Pilotes tués |
| ------------- | ------------ |
| 94            | 47           |

### Guerre russo-ukrainienne
L'unité est engagée dans l'invasion russe de l'Ukraine en 2022.

## Commandants
- Major, Podpolkovnik Iouri Borissovitch Rykatchev, 29 octobre 1941 — 19 janvier 1943[4]
- Major Vassili Spiridonovitch Nikonov, 19 janvier 1943 — 8 mai 1943[4]
- Podpolkovnik Fedor Sergueïevitch Korolev (décédé au combat), 8 mai 1943 — 10 janvier 1944[4]
- Major Fedor Nikiforovitch Kouliakine, 11 janvier 1944 — 9 mai 1945[4]
- Podpolkovnik L. P. Terpougov, 1946 — 1949[6]
- Podpolkovnik S. T. Ivliev, 1949 — 1950[6]
- Podpolkovnik N. A. Koulechov, 1950 — 1951[6]
- Colonel N. L. Kobzev, 1951 — 1954[6]
- Colonel A. D. Kozyrevsky, 1954 — 1960[7]
- Colonel B. M. Pakine, 1960 — 1964[7]
- Colonel I. S. Kouskine, 1964 — 1969[7]
- Colonel V. I. Babaskine, 1969 — 1972[7]
- Colonel G. D. Denisov, 1972—1973[7]
- Podpolkovnik V. T. Garbouzenko, 1973—1977[7]
- Podpolkovnik V. A. Goloubev, 1977—1980[7]
- Podpolkovnik Y. B. Tyranov, 1980—1982[7]
- Colonel V. T. Yakoubenko, 1982—1987[7]
- Colonel V. N. Rodionov, 1987—1989[7]
- Colonel O. A. Bezous, 1989—1991[7]
- Colonel A. S. Vassimov, 1991—1992[7]
- Podpolkovnik V. I. Voropinov, 1992—1996[7]
- Colonel S. I. Kaliakine, 1996—1999[7]
- Colonel I. Y. Makouchev, 1999—2003[7]
- Colonel Valeri Alexandrovitch Knich, 2003 — 2013[7]
- Colonel Anatoli Alexandrovitch Oulianov, 2013 — 2020[7]
- Colonel Oleg Viktorovitch Zabolotny, 2020 — 2021[7]
- Colonel Mikhaïl Anatolievitch Jivaïev, depuis 2021[7]

## Avions en service
| Période     | Avion        |
| ----------- | ------------ |
| 1941 - 1944 | LaGG-3       |
| 1941 - 1942 | MiG-3        |
| 1944 - 1947 | La-5         |
| 1947 - 1948 | La-7         |
| 1948 - 1952 | La-9         |
| 1952 - 1954 | MiG-15       |
| 1954 - 1959 | MiG-17 F, PF |
| 1959 - 1964 | MiG-19       |
| 1964 - 1979 | Su-11        |
| 1979 - 1994 | MiG-25P      |
| 1994 -      | MiG-31       |

## Bases aériennes
| Période               | Base                                   |
| --------------------- | -------------------------------------- |
| Avril 1945 - Mai 1945 | Malbork, Pologne                       |
| Mai 1945 - Avril 1952 | Chtchouchine, voblast de Hrodna (URSS) |
| Avril 1952 -          | Khotilovo, oblast de Tver (Russie)     |